# Anetol-trition
Az anetol-trition szájszárazság elleni gyógyszer. Visszaállítja a normál nyálelválasztást, ha az egyszerű folyadékbevitel nem elégséges valamilyen betegség vagy gyógyszer-mellékhatás következtében.
A szájszárazság leggyakoribb okai:
- antikolinerg szerek és bizonyos pszichiátriai gyógyszerek
- arcüreg- vagy garatrák
- idős kor, dohányzás.

Antioxidáns tulajdonsága miatt kutatások folynak dohányosok tüdőrákjának megelőzésére anetol-trition segítségével.

## Adagolás
3×25 mg a főétkezések előtt, szükség szerint rövidebb ideig vagy folyamatosan. Néhány nap után kezd el hatni.
Székletpuhító hatást figyeltek meg egyes esetekben. Más mellékhatás nem ismert.

## Készítmények
A nemzetközi gyógyszerkereskedelemben:
- Felviten
- Halpen
- Hepasulfol
- Heporal
- Mucinol
- Sialor
- Sonicur
- Sufralem
- Sulfarlem
- Sulfarlem S
- Sulfarlem S25
- Sulfogal
- Tiopropen
- Tiotrifar

Kombinációk:
- Hepasulfol-AA (klórfeniramin(en)-maleáttal)
- Sulfarlem Choline (kolin-bitartaráttal)

Magyarországon nincs forgalomban.

## Veszélyek
|              | Szájon át | Hasüregbe | Izomba |
| ------------ | --------- | --------- | ------ |
| Tengerimalac | 6000      |           |        |
| Egér         | 1480      | 1780      |        |
| Patkány      |           | >2        | 35     |